# Fasciosminthurus bedosae
Fasciosminthurus bedosae is een springstaartensoort uit de familie van de Bourletiellidae. De wetenschappelijke naam van de soort is voor het eerst geldig gepubliceerd in 1994 door Nayrolles.